# آدم كووالتشيك
آدم كووالتشيك (بالإنجليزية: Adam Kowalczyk)‏ هو موسيقي أمريكي، ولد في 27 سبتمبر 1975 في يورك في الولايات المتحدة.

## وصلات خارجية
- آدم كووالتشيك على موقع ميوزك برينز (الإنجليزية)